# اسکارلت (مینی‌سریال)
اسکارلت (به انگلیسی: Scarlett) یک مینی‌سریال آمریکایی است که در سال ۱۹۹۴ ساخته شد. این مینی‌سریال بر اساس رمانی به همین نام اثر الکساندرا ریپلی تولید شد که ادامهٔ رمان بر باد رفته اثر مارگارت میچل است. تیموتی دالتون و جوآن ولی بازیگران اصلی هستند.

## داستان
پس از خاکسپاری ملانی همیلتون، که در رمان بر باد رفته فوت می‌کند، اسکارلت اوهارا به مزرعه تارا برمی‌گردد و متوجه می‌شود مامی در حال مرگ است.
پس از مرگ مامی، اسکارلت به آتلانتا،چارلستون،ساوانا و ایرلند می‌رود و اتفاقات زیادی برایش پیش می‌آید.

## بازیگران
| بازیگر         | نقش              | توضیح                           |
| -------------- | ---------------- | ------------------------------- |
| جوآن ولی       | اسکارلت اوهارا   | شخصیت اصلی                      |
| تیموتی دالتون  | رت باتلر         | شوهر سوم اسکارلت                |
| جولی هریس      | النور باتلر      | مادر رت                         |
| آنابت گیش      | آن همپتون        | هسر دوم رت                      |
| آن مارگرت      | بل واتلینگ       | دوست رت                         |
| شان بین        | لرد ریچارد فنتون | دوست ایرلندی اسکارلت            |
| جین اسمارت     | سالی بروتون      | از دوستان اسکارلت و النور       |
| راکی آیولا     | پَنسی             | خدمتکار شخصی اسکارلت            |
| جورج گریتزارد  | هنری همیلتون     | عمو ملانی                       |
| گری ریموند     | دنیل اوهارا      | پسر عمو اسکارلت                 |
| روت مک کیب     | کاتلین اوهارا    | دختر عمو اسکارلت                |
| استیون کالینز  | اشلی ویلکز       | دوست اسکارلت و شوهر ملانی       |
| ملیسا لئو      | سوئِلِن اوهارا     | خواهر کوچکتر اسکارلت            |
| ری مک کینون    | ویل بنتین        | شوهر سوئِلِن                      |
| باربارا بَری    | پولین روبیلارد   | خاله اسکارلت، سوئلن و کارین     |
| الیزابت ویلسون | اولالی روبیلارد  | خاله اسکارلت، سوئلن و کارین     |
| کالم مینی      | کولوم اوهارا     | پسر عمو اسکارلت که یک کشیش است. |
| پیپا گارد      | ایندیا ویلکز     | خواهر اشلی                      |
| استر رول       | مامی             | خدمتکار مزرعه تارا              |
| جان کونا       | جیمی اوهارا      | پسر عمو اسکارلت                 |
| هلن بورنز      | پیتی پات همیلتون | عمه ملانی                       |
| ایپریل اوشانسی | کِیت (کت) باتلر   | دختر رت و اسکارلت               |
| پل وینفیلد     | بیگ سم           | سرکارگر مزرعه تارا              |
| جان گیلگد      | پی یِر روبیلارد   | پدربزرگ مادری اسکارت            |
| سارا کرو       | لولی هریس        | دوست بل واتلینگ                 |
| بتسی بلر       | راهبه            | راهبه کلیسا                     |
| چارلز گِرِی      | قاضی             | یک قاضی مسن                     |
| جولی همیلتون   | کتی اسکارلت      | مادربزرگ پدری اسکارلت           |
| باب مینور      | اِلایس            | درشکه‌چی اسکارلت در آتلانتا      |